# Vaux-d’Amognes
Vaux-d’Amognes – gmina we Francji, w regionie Burgundia-Franche-Comté, w departamencie Nièvre. W 2013 roku liczba ludności wynosiła 558 mieszkańców. 
Gmina została utworzona 1 stycznia 2017 roku z połączenia dwóch ówczesnych gmin: Balleray oraz Ourouër. Siedzibą gminy została miejscowość Ourouër.